# Оситняжка (Кропивницкий район)
Оситня́жка (укр. Оситняжка) — село в Великосевериновской сельской общине Кропивницкого района Кировоградской области Украины.
Население по переписи 2021 года составляло 988 человек. Почтовый индекс — 27610. Телефонный код — 522. Код КОАТУУ — 3522586401.